# Rapšach
Rapšach (německy Rapischach, Rottenschachen) je obec v okrese Jindřichův Hradec v Jihočeském kraji. Žije zde 601 obyvatel. Katastrální území Rapšach leží v oblasti Západního Vitorazska a do 30. července 1920 bylo součástí Dolních Rakous, Nová Ves u Klikova náležela vždy k Čechám.

## Historie
Vesnice městského typu Rapšach byla založena ve 12. století. První písemná zmínka o vesnici pochází z roku 1338. Nejdříve patřila k panství Litschau, od 15. století, kdy zde bylo patnáct usedlíků, patřila k panství Heidenreichstein, v roce 1868, po zřízení okresu Schrems v rakouské korunní zemi Dolní Rakousko, byla do něho začleněna. Již tehdy byla osídlena obyvateli českého i německého jazyka a na katastrálních mapách tak přicházejí některá pomístní jména v češtině (Lípa, Obecní bláto, Pod zahradou, Velké padělky, Malé padělky, Pod palouky, Přes příhonec a další) a některá v němčině (Paris, Reiss Bach, London et cetera). Z toho plyne, že osady Malý Londýn, Velký Londýn a Paříž nebyly až mezi světovými válkami pojmenovány jako výraz díku západním mocnostem po hlavních městech předních zemí Dohody, nanejvýše byly jazykově počeštěny. K roku 1910 se přihlásilo 1 002 jeho obyvatel k české a 1 003 obyvatel k německé obcovací řeči. Rapšach byl k Československu připojen 31. července 1920 jako součást Západního Vitorazska. Od 31. července 1920 patřil do okresu Třeboň a roku 1924 byla ještě upravena hranice přepuštěním části lesnaté krajiny na východě Rakousku. Následovalo další českojazyčné osídlování. Před rokem 1938 v Rapšachu žilo 2 200 obyvatel, převážně českých. Po Mnichovské dohodě byl Rapšach tak zvaně připojen k nacistickému Německu 24. listopadu 1938 a české obyvatelstvo odcházelo, tedy začali převažovat obyvatelé německého jazyka. Ti byli donuceni k odchodu po II. světové válce, z Rapšachu bylo vysídleno na 800 lidí německého jazyka. Návrat původního českojazyčného obyvatelstva a další osídlování obyvatelstvem českojazyčným a obyvatelstvem ze Slovenska bylo jen pozvolné. Po vzniku Pohraniční stráže v roce 1951 bylo okolí Rapšachu v hraničním pásmu, oddělené ploty s ostnatým drátem, což komplikovalo život jak domácímu obyvatelstvu, tak i příchozím návštěvníkům.
V roce 1952 byla z příkazu ministerstva vnitra přesídlena do vnitrozemí z důvodů ostrahy státní hranice téměř celá obec, s výjimkou šesti rodin. Přicházeli noví osídlenci, nejprve z Pacovska a Pelhřimovska, později z jižní Moravy a ze Slovenska. Obec se však postupně téměř vylidnila.

## Přírodní poměry
Podél severní hranice katastrálního území protéká řeka Dračice, na dřívějších mapách označována za potok. Na jejím levém břehu se severně od vesnice nachází přírodní památka Pískovna u Dračice.

## Obyvatelstvo
| Rok            | 1869  | 1880  | 1890  | 1900  | 1910  | 1921  | 1930  | 1950  | 1961 | 1970 | 1980 | 1991 | 2001 | 2011 | 2021 |
| -------------- | ----- | ----- | ----- | ----- | ----- | ----- | ----- | ----- | ---- | ---- | ---- | ---- | ---- | ---- | ---- |
| Počet obyvatel | 2 104 | 2 636 | 2 746 | 2 864 | 2 912 | 2 661 | 2 270 | 1 471 | 751  | 741  | 655  | 564  | 550  | 568  | 614  |
| Počet domů     | 240   | 313   | 323   | 340   | 365   | 385   | 418   | 401   | 189  | 174  | 148  | 201  | 218  | 234  | 245  |

## Obecní správa
Mezi lety 1850–1985 byl Rapšach obcí v okrese Waidhofen an der Thaya (1850–1899), posléze v okrese Gmünd (1899–1920), poté v okrese Třeboň (1920–1950) a později v okrese Jindřichův Hradec. Od 1. července 1985 do 23. listopadu 1990 patřil jako část města k Suchdolu nad Lužnicí a od 24. listopadu 1990 je opět samostatnou obcí.

### Části obce
Obec Rapšach se skládá ze dvou částí na dvou stejnojmenných katastrálních územích.
- Rapšach – součástí jsou i osady Spáleniště, Malý Londýn a Velký Londýn. Součástí katastrálního území je i zrušené katastrální území zaniklé obce Kunšach.
- Nová Ves u Klikova – zaniklé sídlo

Od 1. ledna 1980 do 30. června 1985 k obci patřily i Halámky.

### Obecní symboly
Znak a vlajka byly obci uděleny rozhodnutím předsedkyně Poslanecké sněmovny Parlamentu České republiky dne 18. května 2012.

## Hospodářství
Přestože Rapšach býval hustě obydlen, nikdy zde nebylo mnoho pracovních příležitostí. Větší zemědělci, kteří zde kdysi byli, málo úrodné písčité pozemky rozdělili mezi své početné potomstvo, které je dělilo dále, takže na počátku 20. století zde nebyli žádní větší vlastníci půdy. Lidé proto za prací odjížděli do měst, hlavně do Vídně. Rapšach také daleko široko proslul jako obec košíkářů, opálkářů a hrnčířů. Po roce 1920 bylo zřízeno pastvinářské družstvo. Koncem 50. let rozhodly politické orgány, že neúrodná půda u Rapšachu bude zúrodněna a z Rapšachu se stane „vzorová pohraniční obec“ s centrem zemědělské velkovýroby. Miliony korun byly utopeny v meliorovaných pozemcích, které dnes opět slouží pouze jako pastviny, po socialistické velkovýrobě zůstaly vesnické panelové domy a chátrající objekty. Mimo keramické dílny v současnosti v Rapšachu mají význam aktivity v cestovním ruchu, hotel, penziony, sportoviště, rovinné cyklistické trasy.

## Pamětihodnosti
- Kostel svatého Zikmunda
- Budova základní školy z roku 1925

## Galerie

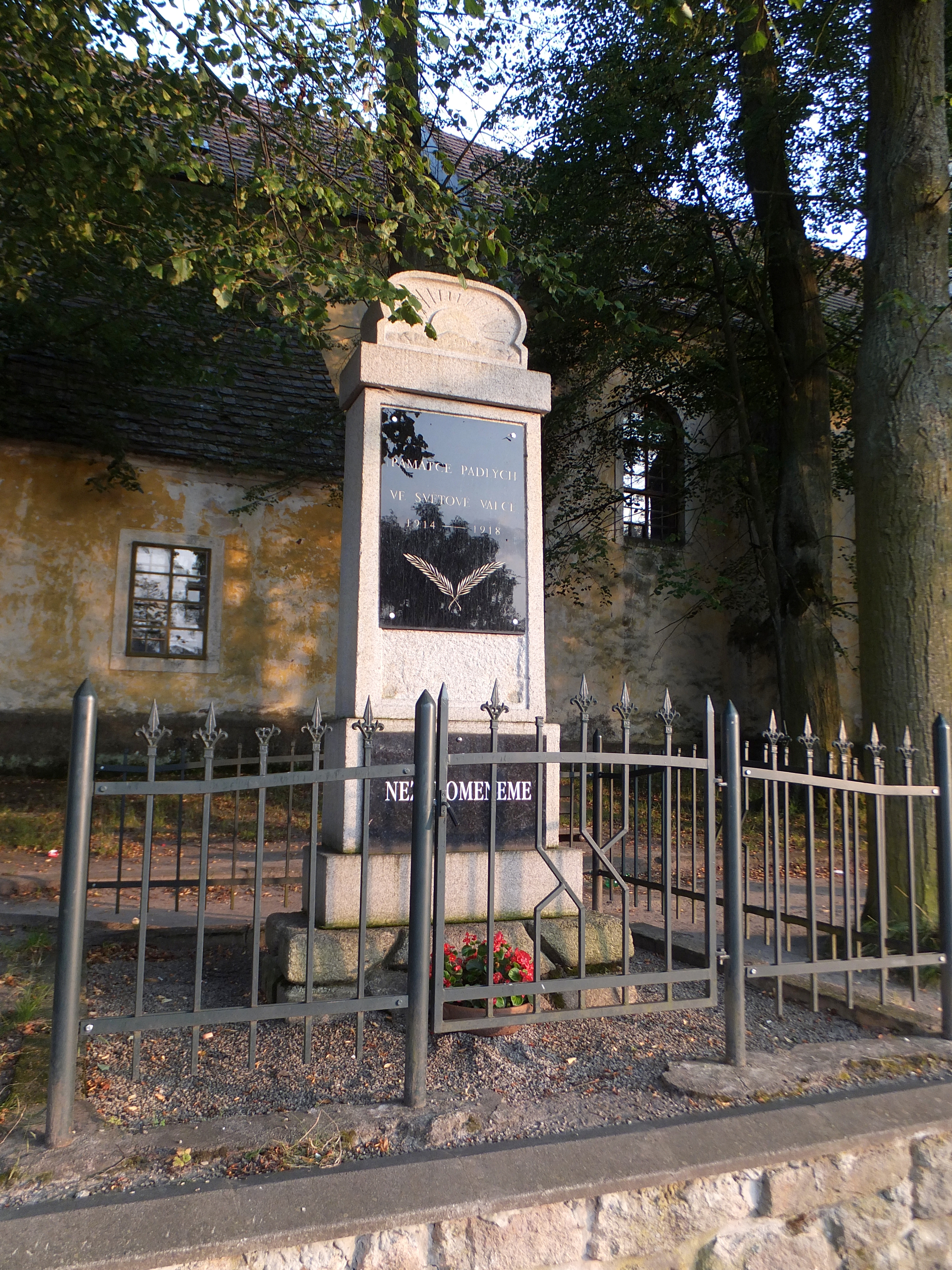
Pomník
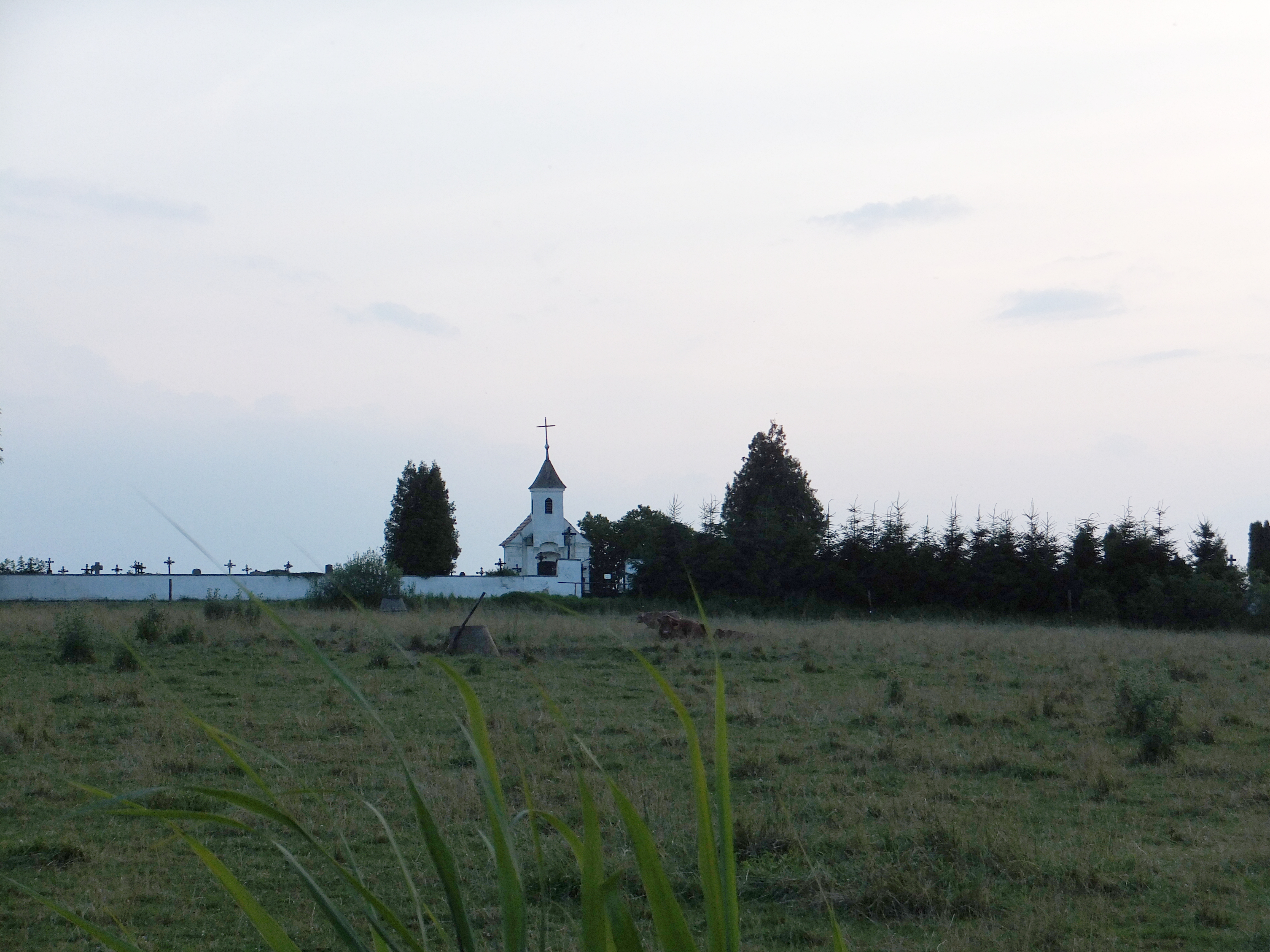
Hřbitov
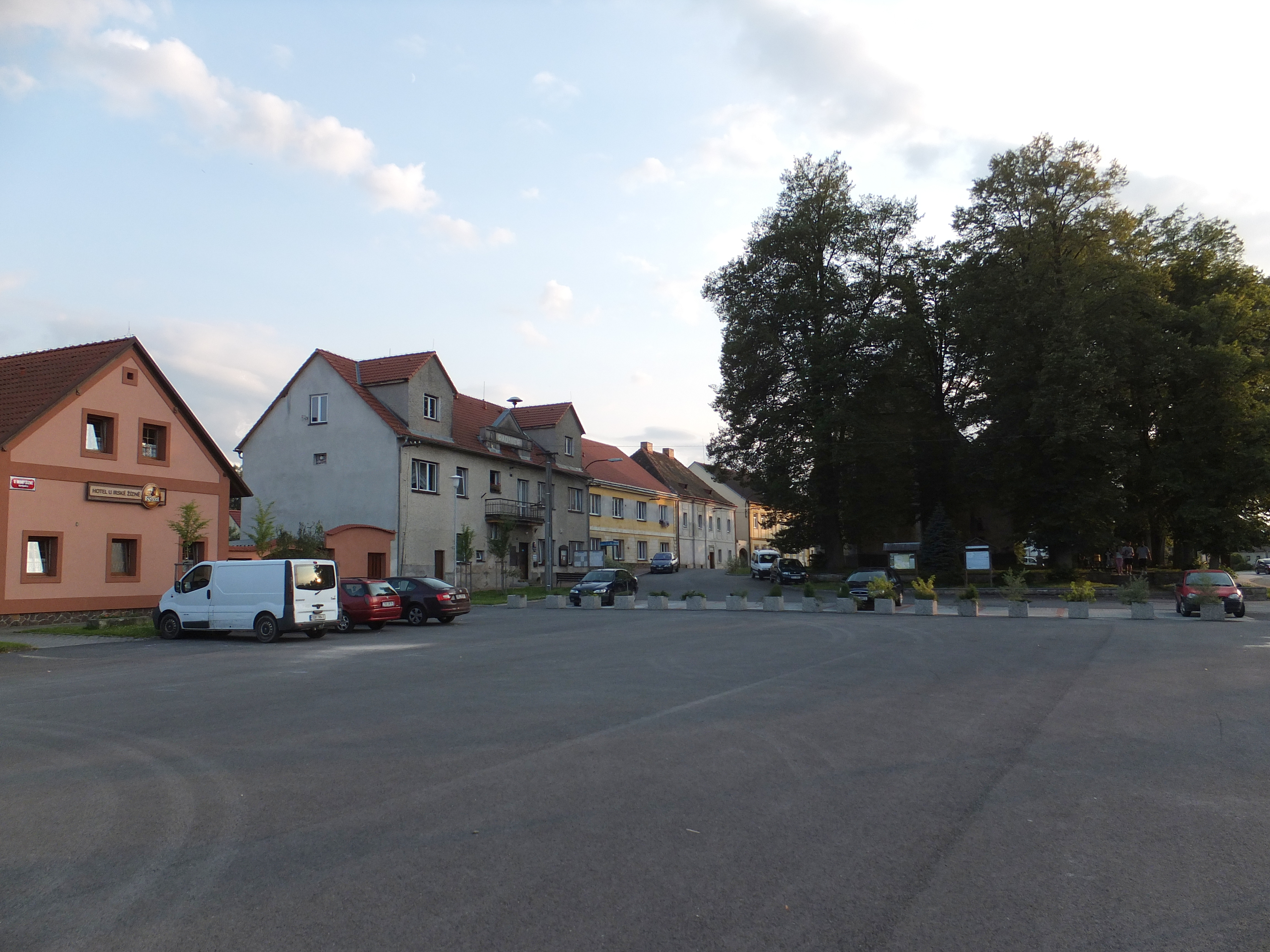
Náves
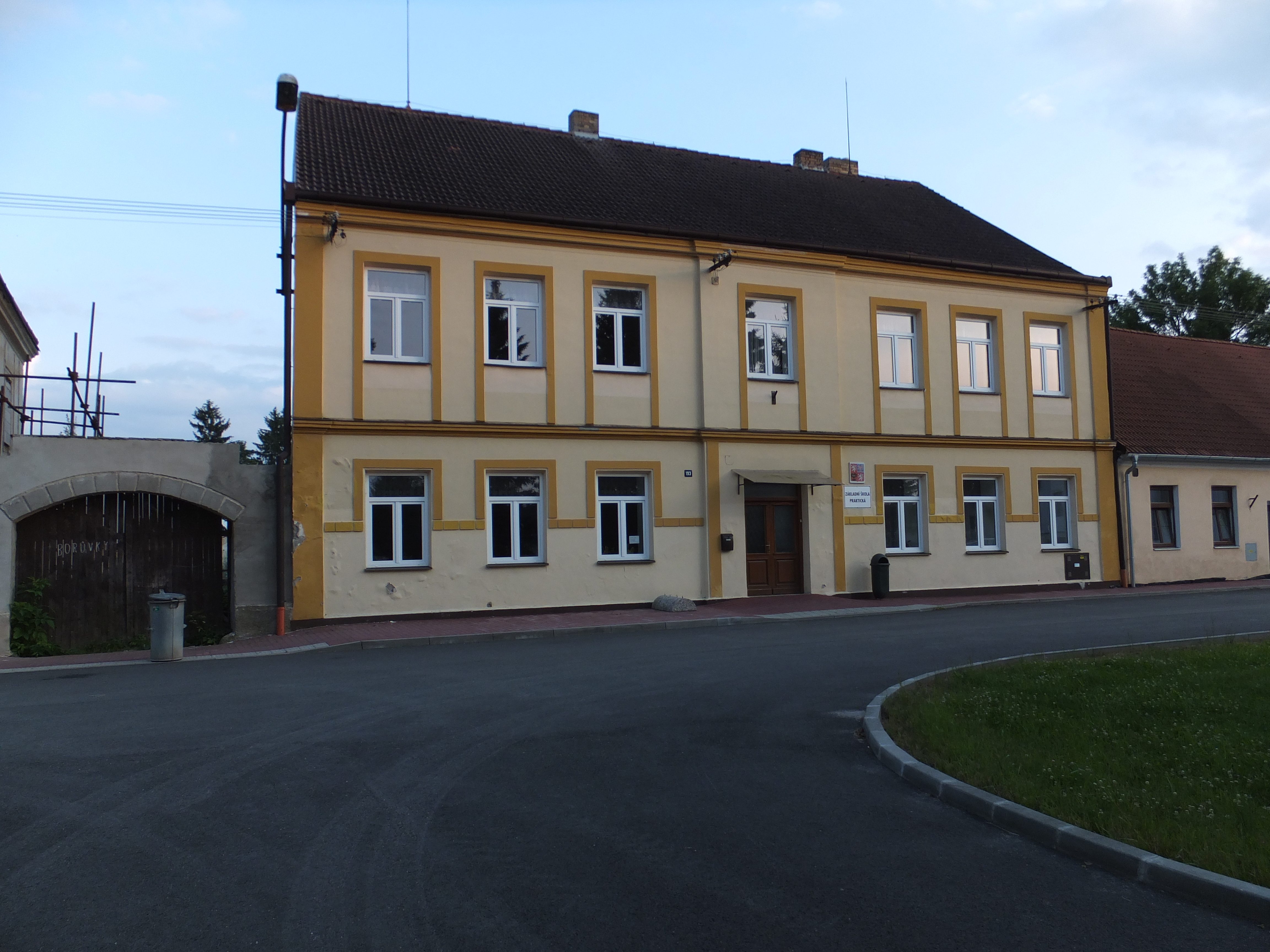
Zvláštní škola
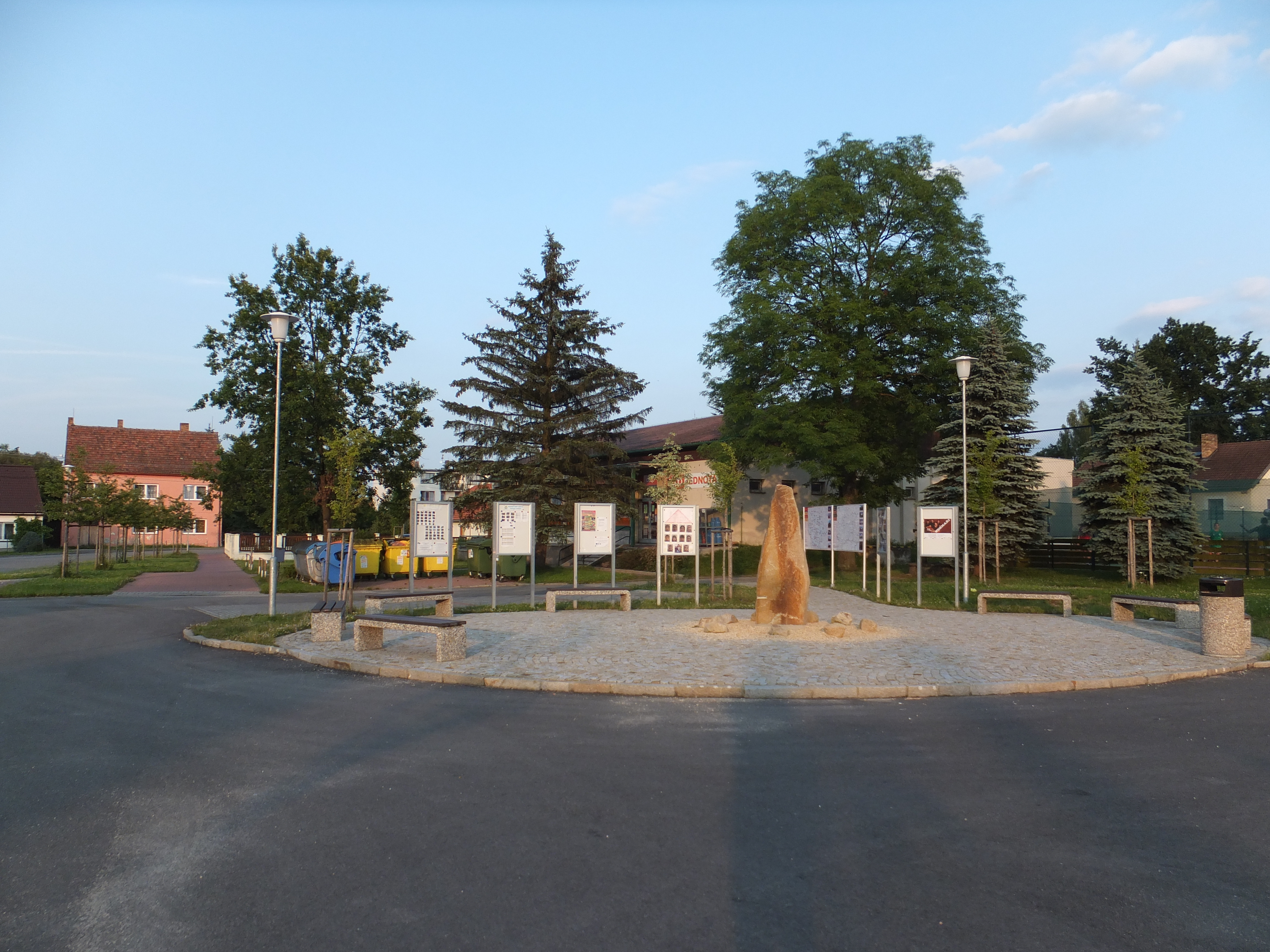
Část návsi